# جيريمي وارد (لاعب اتحاد الرغبي)
جيريمي وارد (بالإنجليزية: Jeremy Ward)‏ هو لاعب اتحاد الرغبي جنوب أفريقي، ولد في 10 يناير 1996 في بورت إليزابيث في جنوب أفريقيا.